# Herman Pilnik
Herman Pilnik (ur. 8 stycznia 1914 w Stuttgarcie, zm. 12 listopada 1981 w Caracas) – argentyński szachista pochodzenia niemieckiego, arcymistrz od 1952 roku.

## Kariera szachowa
W roku 1929 zwyciężył w mistrzostwach Stuttgartu. Rok później wyemigrował do Argentyny. W latach 1942, 1945 i 1958 trzykrotnie zdobył złote medale w mistrzostwach tego kraju. Międzynarodową karierę rozpoczął na początku lat 40. W 1942 podzielił II miejsce w Mar del Plata, a dwa lata później zwyciężył w tym mieście (wraz z Mieczysławem Najdorfem). W 1945 zajął III miejsce w Hollywood Pan-American Tournament w Los Angeles. W 1951 zwyciężył w Beverwijk, w 1952 w Wiedniu oraz Budapeszcie, a w 1954 – w Stuttgarcie. W 1955 wystąpił w turnieju międzystrefowym w Göteborgu, gdzie osiągnął duży sukces, zajmując VIII miejsce i zdobywając awans do turnieju pretendentów. W turnieju tym, rozegranym w roku 1956 w Amsterdamie, nie odegrał jednak żadnej roli, zajmując ostatnie miejsce.
W latach 1950–1958 pięciokrotnie reprezentował Argentynę na szachowych olimpiadach, zdobywając 5 medali: złoty (za indywidualny wynik na V szachownicy w roku 1950, 3 srebrne (zdobyte wraz z drużyną w latach 1950, 1952 oraz 1954) oraz brązowy (wraz z drużyną w roku 1958). Łącznie rozegrał 59 olimpijskich partii, w których zdobył 38½ pkt.
Według systemu Chessmetrics, najwyższy ranking osiągnął w sierpniu 1945, z wynikiem 2670 punktów zajmował wówczas 12. miejsce na świecie.